# Les Roques Blanques
Les Roques Blanques – miejscowość w Hiszpanii, w Katalonii, w prowincji Barcelona, w comarce Maresme, w gminie Sant Pol de Mar.
Według danych INE z 2004 roku miejscowość zamieszkiwało 28 osób.